# Iarhoriv, Monastîrîska
Iarhoriv (în ucraineană Яргорів) este o comună în raionul Monastîrîska, regiunea Ternopil, Ucraina, formată numai din satul de reședință.

## Demografie
Componența lingvistică a comunei Iarhoriv
     Ucraineană (99,7%)
     Alte limbi (0,3%)
Conform recensământului din 2001, majoritatea populației comunei Iarhoriv era vorbitoare de ucraineană (99,7%), existând în minoritate și vorbitori de alte limbi.